# Hans-Georg Hermann
Hans-Georg Hermann (* 6. Februar 1963 in Mühldorf am Inn) ist ein deutscher Rechtswissenschaftler.

## Leben
Nach dem Abitur in Mühldorf am Inn und einer zweijährigen Tätigkeit als Soldat auf Zeit bei der Bundeswehr begann Hermann 1984 ein Studium der Rechtswissenschaften an der Universität München. Dieses Studium beendete er 1990 mit dem Ersten Juristischen Staatsexamen. Nach dem Referendariat am Oberlandesgericht München legte Hermann 1993 sein Zweites Staatsexamen ab. In der Folge arbeitete er als wissenschaftlicher Mitarbeiter von Hermann Nehlsen an der Universität München. Dort wurde er 2000 zum Dr. iur. promoviert. 2004 schloss er mit der bislang unveröffentlichten Schrift Daz sint der pvrger recht. Ausnahme und Standard in der spätmittelalterlichen Stadtrechtslandschaft Altbayerns: Das Stadtrecht der Salzburger Enklave seine Habilitation ab und erhielt die venia legendi für die Fächer Bürgerliches Recht, Deutsche Rechtsgeschichte, Bayerische Rechtsgeschichte, Neuere Privatrechtsgeschichte und Juristische Zeitgeschichte. Seit dem Wintersemester 2005/06 ist Hermann Professor für Bürgerliches Recht, Deutsche Rechtsgeschichte, Bayerische Rechtsgeschichte und Juristische Zeitgeschichte an der Ludwig-Maximilians-Universität München.

## Veröffentlichungen (Auswahl)
Monographien
- Pro non scripta habere und § 2085 BGB: Untersuchung eines geltungserhaltenden Lösungsansatzes bei Binnenteilunwirksamkeit einseitiger letztwilliger Verfügungen (= Münchener Universitätsschriften / Reihe der Juristischen Fakultät. Bd. 157). C.H. Beck, München 2001, ISBN 978-3-406-47692-1 (Zugleich: München, Universität, Dissertation, 1999–2000).

Herausgeberschaften
- mit Hermann Nehlsen: Kaiser Ludwig der Bayer. Konflikte, Weichenstellungen und Wahrnehmung seiner Herrschaft (= Quellen und Forschungen aus dem Gebiete der Geschichte. Neue Folge, Heft 22). Schöningh, Paderborn u. a. 2002, ISBN 3-506-73272-2 (Digitalisat)